# SPK (musikgrupp)
SPK, musikgrupp bildad 1978 i Australien. Betydelsen av förkortningen SPK har skiftat genom åren. Ursprungligen tros det ha varit inspirerat av den tyska patientgruppen Sozialistisches Patientenkollektiv, men gruppen har även hävdat att förkortningen ska uttydas som Surgical Penis Klinik eller SepPuKu. 
Gruppens tidiga album, såsom Leichenschrei (1982) och Information Overload Unit (1981) präglas av aggressiva oljud och monotoni och placerade gruppen i samma fack som industrimusiker som Throbbing Gristle och Whitehouse. Senare gjorde gruppen mer melodiös och synthbaserad musik, och fick ett mindre kommersiellt genombrott med låten Metal Dance. På albumet Zamia Lehmanni - Songs Of Byzantine Flowers (1986) gjorde SPK atmosfärisk, romantisk musik som skulle förebåda bandmedlemmen Graeme Revells senare karriär som kompositör av musik till film och TV. Revell har gjort filmmusik till filmer som Collateral Damage, Tomb Raider och Sin City, samt till TV-serien CSI.